# Alexander Stein (Marineoffizier)

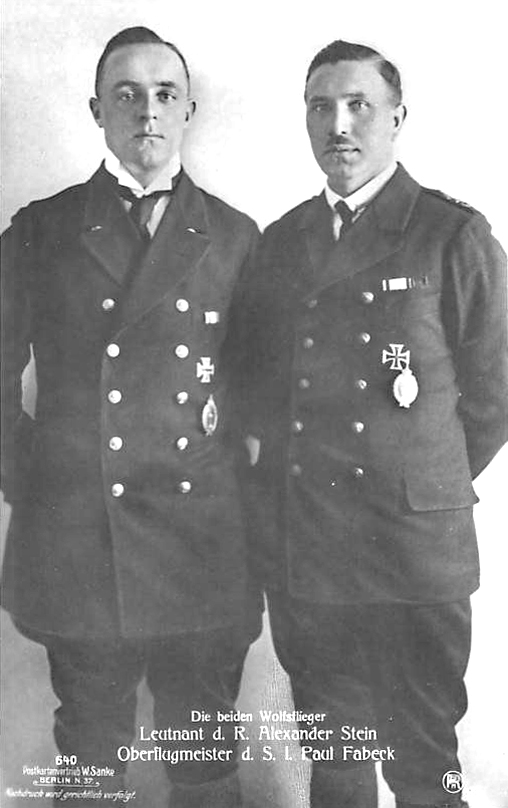
Leutnant d. R. Alexander Stein (links) mit Oberflugmeister Paul Fabeck, 1918

Alexander Stein (* 26. Dezember 1890 in Düsseldorf; † 28. Mai 1970 in Bremen) war ein deutscher Marineoffizier, zuletzt Fregattenkapitän der Kriegsmarine.

## Leben
Alexander Stein verdingte sich ab 1907 als Schiffsjunge. Am 1. April 1913 trat er in die Kaiserliche Marine ein. Später war er bis Juni 1915 bei einer Hilfs-Minensuch-Division und kam dann für zwei Monate bis zur Umbenennung zur II. Marinefliegerabteilung nach Wilhelmshaven. Stein wurde zum Beobachter und Piloten ausgebildet. Anschließend war er bis November 1916 zu der aus der II. Marinefliegerabteilung hervorgegangenen II. Seefliegerabteilung.

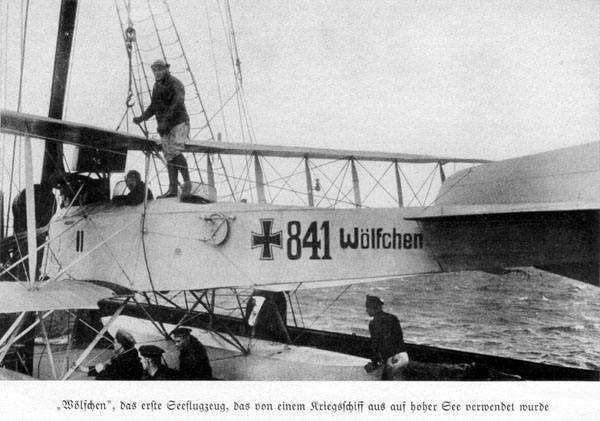
Alexander Stein in weißer Hose an Deck der Wolf auf dem Wölfchen stehend

Ab November 1916 war er als Pilot und Beobachter auf der Wolf. Ende November 1916 brach die Wolf von Deutschland aus zu einer Feindfahrt in den Indischen Ozean und Südostasien auf, welche bis Ende Februar 1918 dauerte. Das Schiff war mit dem Wasserflugzeug Wölfchen (Friedrichshafen FF 33e mit der Marinenummer 841) bestückt, welches neben Paul Fabeck durch Stein besetzt wurde. Durch den Einsatz der Maschine konnten gegnerische Schiffe ausfindig gemacht werden, sodass während der Fahrt über 30 Schiffe aufgebracht und versenkt werden konnten. Stein gab 1927 an, dass er im Mai 1917 über Sydney geflogen sei, ohne Bomben abgeworfen zu haben. Am 16. Juli 1917 wurde er zum Leutnant der Reserve der Matrosenartillerie befördert. Das Wölfchen gilt als erstes Seeflugzeug, welches auf einem Kriegsschiff auf hoher See verwendet wurde. Auf der 451 Tage dauernden Fahrt der Wolf unternahmen Fabeck und Stein über 60 Flüge, wobei das Flugzeug Bombardierungen vornahm.
Ab Mai 1918 kam er dann kurz bis Juni 1918 zurück zur II. Seefliegerabteilung. Von Juni 1918 bis Oktober 1917 wurde er zum Kommandeur der Flak (Koflak) des Marine-Korps kommandiert und dann bis Kriegsende zur Verfügung des Kommandos der Fliegerflotte.
Nach dem Krieg schloss er sich 1919 dem Freikorps Düsseldorf an. Von 1919 bis 1921 war er Feldknecht und wurde am 21. Januar 1920 aus der Marine verabschiedet.
Ab 1922 war er Gutsverwaltung und in der Bayerischen Einwohner-Wehr des Freikorps Oberland. Im gleichen Jahr wurde er Schiffsoffizier und ein Jahr später erwarb er das Kapitänspatent. In die Reichsmarine übernommen, wurde er hier am 1. Oktober 1933 Kapitänleutnant (E).
Mit der Einrichtung wurde er 1935 in die Kriegsmarine übernommen. Am 1. Oktober 1936 regulärer Kapitänleutnant geworden, war er im gleichen Jahr Flaggleutnant beim Befehlshaber der Aufklärungsstreitkräfte. Von April 1937 bis Juli 1940 war er Schifffahrtreferent in der Kriegsmarinedienststelle Bremen. Am 27. Juli 1940 wurde für die Vorbereitung des Unternehmens Seelöwe die Einrichtung einer Kriegsmarinedienststelle Ostende befohlen und Stein als deren Chef vorgesehen. Die Einrichtung zog sich aber hin und er wurde ab Juli 1940 Chef der neu eingerichteten Kriegsmarinedienststelle Rotterdam, welche dem Kommandierenden Admiral in den Niederlanden unterstellt wurde. In dieser Position blieb er bis Januar 1941 und übernahm; nach der Aufgabe des Unternehmens Seelöwe wurde im Frühjahr 1941 die Kriegsmarinedienststelle Antwerpen der Kriegsmarinedienststelle Rotterdam als Zweigstelle unterstellt; anschließend die Kriegsmarinedienststelle Antwerpen. Ab April 1941 war er für zwei Jahre Leiter der neu eingerichteten Seetransporthauptstelle Piräus. Er wurde Referent und stellvertretender Seetransportchef im Stab des deutschen Marinekommandos Italien und blieb hier bis Januar 1944, um anschließend Chef der Rheinflottille beim Kommandierenden Admiral in den Niederlanden, Vizeadmiral Rudolf Stange, zu werden. Am 1. Juni 1944 wurde er Fregattenkapitän. Von Januar 1945 bis Kriegsende war er beim Kommandierenden Admiral in den Niederlanden selbstständiger Hafenkommandant Rotterdam.
Nach dem Krieg errichteten die Kanadier in Hembrook bei Amsterdam in einer ehemaligen Fabrik der Firma Ford ein Kriegsgefangenenlager und setzten den ranghöchsten Marineoffizier Stein als deutschen Lagerkommandanten ein, er war dem kanadischen Major Pierce unterstellt. Mitte Mai 1945 wurde die Zweigstelle Amsterdam des Gerichts der Kommandierenden Admirals in den Niederlanden; Stein hatte in der Dienststelle kurz vor Kriegsende gedient; in das Lager Hembrook verlegt. Die im Lager untergebrachten Soldaten wurden entwaffnet, wobei die Offiziere ihre Pistole behalten durften und durch die Kanadier auch die volle Befehls- und Disziplinargewalt weiterhin behielten. Eine Verurteilung durch ein Kriegsgericht war mit Einschränkungen weiterhin möglich.
Nach der deutschen Kapitulation wandte sich der Maschinen-Maat Rainer Beck an die kanadischen Truppen – und wurde von diesen am 12. Mai 1945 zusammen mit dem Funkgefreiten Bruno Dörfer, welcher wie Beck kurz vor Kriegsende desertiert war, und sich gleichfalls nach der Kapitulation bei kanadischen Dienststellen gemeldet hatte, dem Lagerkommandanten Stein überstellt. Beck und Dörfer wurden wegen Fahnenflucht festgenommen. Stein entschied nach einer Beratung mit den deutschen Offizieren und entgegen den Bedenken der Marinerichter Wilhelm Köhn und Bechtel noch am selben Abend die beiden Inhaftierten vor ein Kriegsgericht zu stellen. Beck und Dörfer wurden tags darauf hingerichtet. Stein gab 1966 an, er sei durch einen kanadischen General zur Einrichtung eines Kriegsgerichts aufgefordert worden. Es wurde um eine Freigabe für das Kriegsgericht beim kanadischen Lagerkommandanten Pierce ersucht, die erteilt wurde. Marineoberstabsrichter Köhn, später Oberlandesgerichtsrat in Köln, übernahm den Vorsitz des Kriegsgerichts, welches am Morgen des 13. Mai 1945, fünf Tage nach der deutschen Kapitulation, unter Teilnahme der gesamten Lagermannschaft von über 3000 Mann zusammenkam. Stein nahm an der Gerichtsverhandlung teil. Das Urteil lautete Tod durch Erschießen wegen Fahnenflucht. Da der deutsche Gerichtsherr, Vizeadmiral Rudolf Stange, in England weilte und keine Bestätigung für die Einrichtung eines Kriegsgerichts geben konnte, unterschrieb Stein die Bestätigung der beiden Todesurteile.
Stein wurde für sein Handeln im Zuge der Todesurteile nicht zur Rechenschaft gezogen.

## Werk
- gemeinsam mit Paul Fabeck: Wölfchen – Im Flugzeug über drei Weltmeeren. August Scherl Verlag, Berlin, 1918.